# San Gerardo (El Salvador)
San Gerardo es un distrito del municipio de San Miguel Norte en el departamento de San Miguel, El Salvador. Tiene una población de 5.644 habitantes para el año 2024. 

## Historia
En la región septentrional del departamento de San Miguel, en los confines de los municipios de Sesori, San Luis de la Reina y Nuevo Edén de San Juan, se habían formado, desde tiempos muy antiguos, varios valles que a fines del siglo pasado tenían, en conjunto, suficiente número de habitantes como para constituir un nuevo municipio. Esos valles, título que se daba entonces a los caseríos, aldeas o cantones, eran los de El Rodeo, Vega del Torola, San Gerónimo, San Andrés, Tierra Agria, Cantarranas, Caña, Candelaria, Espíritu Santo, Cañada, Potrero de los Quebrachos, Las Hamacas, Potrerios, Huiscoyolito y Calderas. Durante la administración del general Carlos Ezeta y por Decreto Legislativo de 19 de marzo de 1892, los expresados valles se erigieron en pueblo, con el nombre de San Gerardo, incorporándose el nuevo municipio en el distrito de Sesori, departamento de San Miguel. El Decreto Legislativo que erigió este municipio el 19 de marzo de 1892, ordenó, al mismo tiempo, que el asiento de las autoridades municipales fuera el antiguo Valle de El Rodeo, a las que, una vez electas, dio posesión de sus cargos el gobernador del departamento de San Miguel. Según datos tradicionales, a esta población se le dio el nombre de San Gerardo por creerse que en uno de sus valles había nacido el ínclito capitán general Gerardo Barrios, Héroe Nacional de El Salvador y Mártir de la Ceiba del Cementerio, asesinado en la luctuosa madrugada del 29 de agosto de 1865, cuya cuna se disputan varias poblaciones del oriente salvadoreño: Cacahuatique (hoy Ciudad Barrios), Chapeltique, Nuevo Edén de San Juan y Sesori.

## Administración
Para su administración San Gerardo se encuentra dividido en 4 cantones y 48 caseríos. Siendo sus cantones:    
1. La Laguna
2. La Joya
3. Quebracho
4. San Jerónimo

## Clima
Según la clasificación climática de Köppen, San Gerardo tiene un clima tropical de sabana.
En San Gerardo, la temporada de lluvia es opresiva y nublada, la temporada seca es bochornosa y mayormente despejada y es muy caliente durante todo el año. La temporada más mojada dura 5.5 meses, de 12 de mayo a 28 de octubre, La temporada más seca dura 6.5 meses, del 28 de octubre al 12 de mayo.
En términos de temperatura podemos encontrar dos temporadas:
La temporada calurosa dura aproximadamente 7 meses, del 14 de febrero al 14 de septiembre, y la temperatura máxima promedio diaria es más de 34 °C. El día más caluroso del año es el 29 de marzo, con una temperatura máxima promedio de 35 °C  y una temperatura mínima promedio de 22 °C.
La temporada fresca dura aproximadamente 5 meses, del 15 de septiembre al 13 de febrero, y la temperatura máxima promedio diaria es menos de 33 °C. El día más frío del año es el 20 de enero, con una temperatura mínima promedio de 21 °C y máxima promedio de 32 °C.